# Вышне-Столбецкое
Вышне-Столбецкое — деревня в Покровском районе Орловской области России. Входит в состав Столбецкого сельского поселения.

## География
Деревня находится на берегу реки Миловская, впадающей в реку Неручь, на расстоянии 17 км к западу от посёлка городского типа Покровское, административного центра района.

### Часовой пояс
Деревня Вышне-Столбецкое, как и вся Орловская область, находится в часовой зоне МСК (московское время). Смещение применяемого времени относительно UTC составляет +3:00.

## Население
| 2010 |
| ---- |
| 48   |

## Улицы
В деревне имеется одна улица: Луговая.

## Транспорт
Просёлочная дорога из деревни выходит на автомагистраль Р-119. 